# Drapeau d'Åland

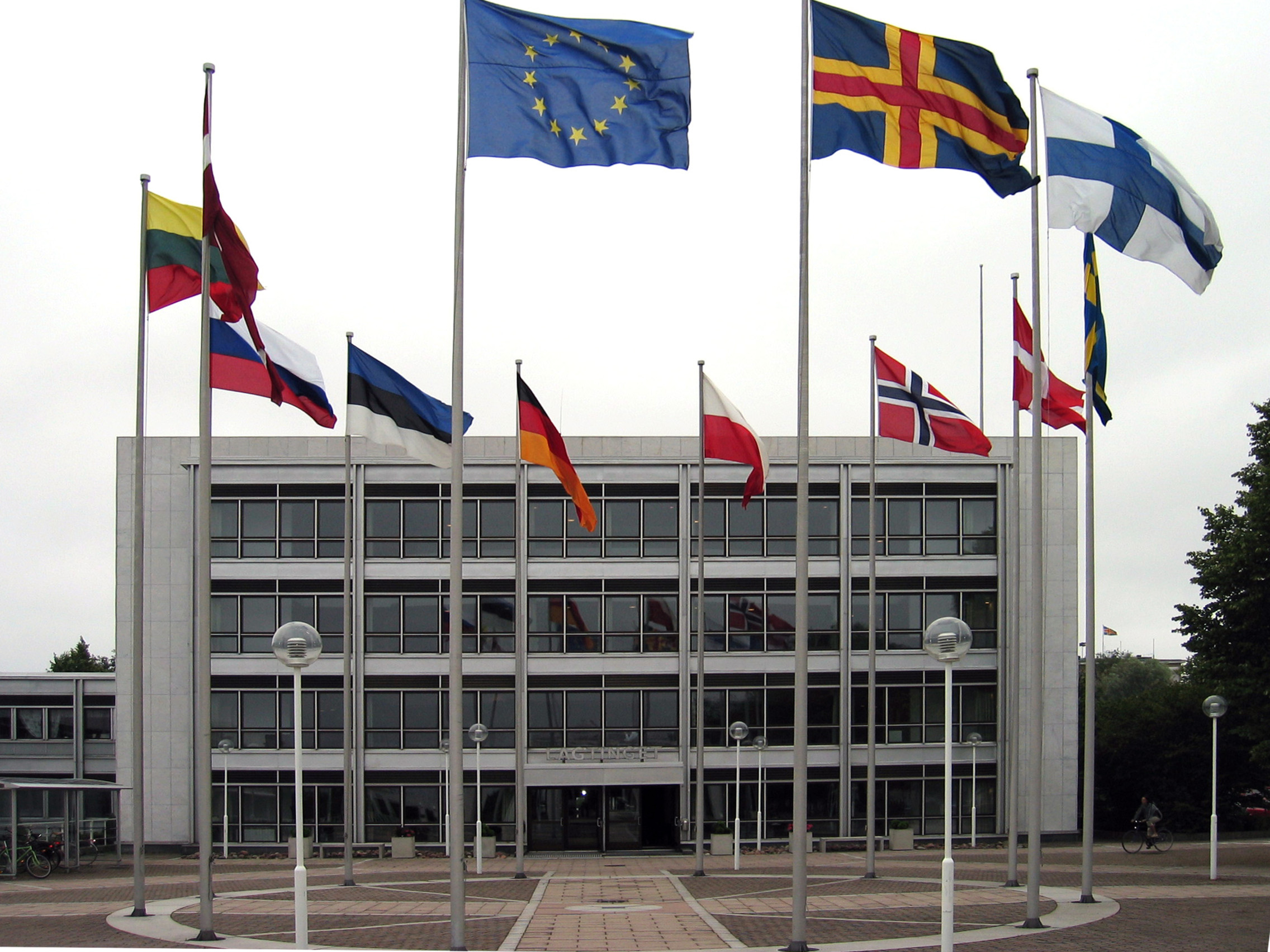
Le drapeau devant le parlement d'Åland

Le drapeau d'Åland est le drapeau officiel du territoire d'Åland, archipel finlandais autonome situé en mer Baltique, dont la langue officielle est le suédois.
C'est un drapeau à fond bleu avec une croix scandinave rouge  bordée d'or.
Le drapeau, choisi en 1954 pour remplacer un tribande bleu-jaune-bleu utilisé avant le statut d'autonomie, met en valeur les liens étroits entretenus par l'archipel avec la Suède, et plus discrètement avec la Finlande.
En effet, il est basé sur le drapeau de la Suède, formé par une croix scandinave or sur fond azur. Une deuxième croix rouge à l'intérieur de la croix or symbolise la Finlande. En effet, si aujourd'hui le bleu et le blanc sont largement considérés comme les couleurs nationales finlandaises, les premiers mouvements nationalistes utilisaient plutôt les couleurs du blason, un lion héraldique jaune sur fond rouge.